# صادق علی‌اکبرزاده
صادق علی‌اکبرزاده (۱۳ شهریور ۱۳۱۱) بوکسور اهل ایران بوده است.
وی در بازی‌های المپیک تابستانی ۱۹۶۰ در وزن ۵۱-۵۴ کیلوگرم (Bantamweight) شرکت کرده است، علی‌اکبرزاده در مرحله اول با قرعه استراحت روبه‌رو شد و در مرحله بعدی با شکست در برابر محمد نصیر بوکسور پاکستانی از مسابقات حذف شد.
علی‌اکبرزاده همچنین در بازی‌های المپیک تابستانی ۱۹۶۴ در مرحله اول با شکست در برابر خوان فابیلا از کشور مکزیک از دور مسابقات کنار رفت.